# Wojciech Graniczewski
Wojciech Graniczewski (ur. 26 września 1955 w Krakowie) – autor scenariuszy, dialogów i tekstów piosenek; reżyser teatralny i telewizyjny; tłumacz poezji i prozy na język angielski oraz dialogue coach – trener dialogu w filmach anglojęzycznych.

## Życiorys
Absolwent studiów na kierunku filologia angielska na Uniwersytecie Jagiellońskim oraz w  Alliance College, USA (Drama & Theatre Studies). Praca magisterska: Porównanie teatru absurdu w Europie i w USA (Harold Pinter, Samuel Beckett, Edward Albee). Praca dyplomowa: scenariusz i reżyseria spektaklu Terminus w teatrze akademickim Alliance College Players.
W latach 1980–1986 współpracownik literacko-reżyserski Teatru STU (Donkichoteria, Mgła, Józio Bosonóg, Bramy Raju, Ziemia! Ziemia! oraz Teatru KTO (autor scenariuszy do spektakli Gmach i Do góry nogami). W 1987 r. autor i reżyser musicalu Złoto i liście z muzyką Andrzeja Zaryckiego (Opera i Operetka w Krakowie). Od 1987 do 1993 r. dyrektor programowy Impresariatu Artystycznego GAMA,  twórca scenariuszy i reżyser spektakli teatralno-muzycznych Księga Lasu, Opowieści wiatru, Planeta marzeń, Ciuchcia z piosenkami i innych.
W latach 1988–2013 współpracownik Telewizji Polskiej. Scenarzysta i reżyser spektakli w Teatrze Młodego Widza: O dzielnym wojaku i złej czarownicy, Jak echo wróciło do lasu, Ciuchcia z piosenkami, oraz anglojęzycznych seriali telewizyjnych o charakterze edukacyjno-rozrywkowym: Windy Lifts, The Perfect Stranger, Ups and Downs, Euroquiz, The Best Guest Show, Lippy and Messy.
Współzałożyciel i prezes Stowarzyszenia Na Scenie działającego we współpracy z krakowskim oddziałem ZASP, organu prowadzącego w latach 2016-2022 teatralny portal internetowy nascenie.info oraz studio teatralne Scena na Scenie.
Od 2019 członek Rady Programowej Międzynarodowego Festiwalu Teatru Formy Materia Prima. 

## Realizacje (od 2007)
- 2007 – Opera Krakowska Loteria na mężów[12][13] (autor nowego libretta do operetki K. Szymanowskiego)
- 2009 – Teatr KTO (premiera w Pałacu Krzysztofory) Opowieść o Helenie Modrzejewskiej (tekst i reżyseria)
- 2009 – Opera Krakowska Cała jesteś w skowronkach – koncert galowy II Festiwalu Korowód poświęcony twórczości Leszka Aleksandra Moczulskiego (reżyseria)
- 2009 – Opera Krakowska oraz Sala Kongresowa w Warszawie Magia obłoków  – koncert galowy II Festiwalu Korowód[14] poświęcony twórczości Marka Grechuty (reżyseria)
- 2010 – Opera Krakowska Księga Lasu[15] (scenariusz, teksty i reżyseria)
- 2011 – Opera Krakowska Musicodrama – musical kieszonkowy (scenariusz, teksty i reżyseria)
- 2012 – Opera Krakowska Visio Operandi[16](scenariusz i reżyseria widowiska multimedialnego)
- 2012  – Teatr KTO Musicodrama 2[17] (scenariusz i reżyseria)
- 2013 – Opera Krakowska Róbmy swoje – koncert galowy VII edycji Festiwalu Korowód poświęcony twórczości Wojciecha Młynarskiego (reżyseria)
- 2013  – Teatr im. L. Solskiego w Tarnowie – Księga Lasu (scenariusz, dialogi i teksty piosenek)
- 2014 – Projekt UE Muzyczne pocztówki ze snu (libretto widowiska teatralno-muzycznego)
- 2014 – Opera Krakowska Osiecka Przybora - koncert galowy VIII edycji Festiwalu Korowód organizowanego przez Fundację Piosenkarnia poświęcony twórczości Agnieszki Osieckiej oraz Jeremiego Przybory (reżyseria)
- 2015 – Teatr Muzyczny w Toruniu Złoto i liście[18] (scenariusz, teksty i reżyseria)
- 2015 – Opera Krakowska Muzyka i magia[19](scenariusz, teksty i reżyseria)
- 2016 – Teatr Muzyczny w Toruniu Open Chopin[20] (adaptacja i reżyseria)
- 2016 – Opera Krakowska Pamiętajcie o ogrodach – koncert galowy IX edycji Festiwalu Korowód organizowanego przez Fundację Piosenkarnia poświęcony twórczości Jonasza Kofty (reżyseria)
- 2017  – Teatr Muzyczny w Toruniu Musicodrama 3[21] (scenariusz i reżyseria)
- 2017 – Stadion KS Beskid 250 lat Andrychowa[22] – reżyseria widowiska estradowego z udziałem gwiazd polskiej estrady (Stanisława Celińska, Kasia Kowalska, Krzysztof Cugowski, Stachursky, Monika Kuszyńska, Stanisław Sojka)
- 2017 – Centrum Kongresowe ICE Kraków – reżyseria wielkiej gali jubileuszowej 10. Festiwalu Twórczości Korowód, organizowanego przez Fundację Piosenkarnia z udziałem gwiazd takich jak: Artur Andrus, Michał Bajor, Stanisław Karpiel-Bułecka, Krzysztof Kiljański, Andrzej Poniedzielski, Magda Steczkowska, Anna Treter, Magda Umer
- 2017– Stowarzyszenie Na Scenie Księga Lasu (tekst i reżyseria), spektakl teatralny z muzyką Jana Hnatowicza[23] z udziałem m.in. Lidia Bogaczówna, Katarzyna Chlebny, Katarzyna Zawiślak-Dolny, Bożena Zawiślak-Dolny, Jacek Milczanowski, Anna Lenczewska
- 2018 – scenariusz i reżyseria galowego koncertu na 700-lecie Inwałdu, z udziałem takich gwiazd jak: Daniel Olbrychski, Hanna Banaszak, Kasia Kowalska, Małgorzata Ostrowska
- 2018 – Teatr Groteska Piosenka ci nie da zapomnieć, czyli Qui Pro Quo w Krakowie (scenariusz i reżyseria)
- 2018 – Teatr Groteska Krakowskie Rodziny Teatralne, cz. I Bożena i Katarzyna Zawiślak-Dolny (scenariusz i reżyseria)
- 2019 –Teatr Groteska Krakowskie Rodziny Teatralne, cz. II Małgorzata i Leszek Piskorz (scenariusz i reżyseria)
- 2020 – Stowarzyszenie na Scenie, Gdzie ten dawny, piękny wiek, inscenizacja filmowa wiersza Mariana Hemara z udziałem m.in. Lidia Bogaczówna, Beata Malczewska, Jan Mancewicz
- 2021 – Teatr Groteska Matka i córka, czyli pojedynek teatralnych pokoleń (scenariusz i reżyseria)
- 2022 – Nowohuckie Centrum Kultury Blues o starych sąsiadach, koncert galowy XV edycji Festiwalu Korowód organizowanego przez Fundację Piosenkarnia poświęcony twórczości Jana Hnatowicza (reżyseria)
- 2022 – Fundacja Anny Dymnej "Mimo Wszystko" Nasza Kolęda, koncert świąteczny emitowany przez telewizję TVN24 (scenariusz i reżyseria)
- 2022 – Opera Krakowska, Bal w Operze koncert sylwestrowo-noworoczny (scenariusz i reżyseria)

```
* 2023 – 
Opera Krakowska
,
Koncert Galowy
 Akademii Muzycznej w Krakowie (scenariusz i reżyseria)
```

- 2023 – Opera Krakowska, Rozśpiewany Gabinet Cieni - Koncert Sylwestrowy  (scenariusz i reżyseria)
- 2024 – Opera Krakowska, Ga La La La, spektakl studentów Akademii Muzycznej w Krakowie (scenariusz i reżyseria)

## Film
- 1991 –  Studio Filmów Animowanych w Krakowie Lisiczka[24] (scenariusz i teksty piosenek)
- 1994 –  Studio Filmów Animowanych w Krakowie Królestwo zielonej polany (pomysł fabuły filmu na podstawie własnej sztuki teatralnej Księga lasu)
- 2013 –  Netigen – Archipelag matematyki. (tekst i reżyseria scen fabularnych w 40 odcinkach serialu).
- 2015 –  Los Angeles Media Fund & Opus Film True Crimes[25] (dialogue coaching dla takich aktorów jak Jim Carrey, Charlotte Gainsburg, Kati Ottinen, Marton Csokas, Vlad Ivanov, Anna Polony, Zygmunt Józefczak, Agata Kulesza, Robert Więckiewicz, Piotr Głowacki, Zbigniew Zamachowski, Piotr Stramowski, Katarzyna Warnke i wielu innych)
- 2017 –  Project London DJ (dialogue coaching dla Mai Hirsch)

## Nagrody
Laureat Nagrody Głównej Towarzystwa im. Karola Szymanowskiego za przywrócenie do życia zapomnianego dzieła i stworzenie wraz z Józefem Opalskim spektaklu ukazującego nieznane dotąd walory sceniczne muzyki Karola Szymanowskiego.
Laureat nagrody Honoris Gratia za zasługi dla kultury Miasta Krakowa.